# Eulimnadia ventricosa
Eulimnadia ventricosa är en kräftdjursart. Eulimnadia ventricosa ingår i släktet Eulimnadia och familjen Limnadiidae. Inga underarter finns listade i Catalogue of Life.